# Alexis Millardet
Pierre-Marie-Alexis Millardet (Montmirey-la-Ville, 13 de dezembro de 1838 — Bordeaux, 15 de dezembro de 1902) foi um micologista e botânico francês.
Foi aluno das Universidades de Heidelberg e Freiberg e, mais tarde, tornou-se professor de botânica nas Universidades de Estrasburgo (1869), Nancy (1872) e Bordéus (1876).
Millardet é lembrado principalmente por seu trabalho no tratamento de pragas de plantas. Na década de 1860, os vinhedos da França foram infestados pelo destrutivo Phylloxera, uma praga semelhante ao pulgão introduzida inadvertidamente na Europa a partir dos Estados Unidos. Millardet e seu colega botânico Jules Émile Planchon (1823-1888) controlaram a infestação usando videiras americanas que eram resistentes à filoxera como enxerto. O horticultor americano T.V. Munson foi fundamental para identificar e fornecer o porta-enxerto americano que era resistente à filoxera e adequado para as condições de cultivo francesas.
Ele também era responsável por proteger os vinhedos do fungo do míldio (Plasmopara viticola). Ele conseguiu essa façanha implementando um fungicida composto de cal hidratada, sulfato de cobre e água, uma mistura que viria a ser conhecida como a "mistura de Bordeaux". Foi o primeiro fungicida a ser usado em todo o mundo e ainda é usado hoje.

## Escritos
- Monographie sur la croissance de la vigne et la technology d'hbridation artificielle. - Monografia sobre o crescimento da videira e técnica de hibridação artificial.
- Un porte-greffe pour les terrenos crayeux et marneux les plus chlorosant. - Porta - enxerto para terrenos calcários e marga para clorose.
- Notes sur les vignes américaines et opuscules divers sur le même sujet. - Notas sobre vinhas americanas e vários panfletos sobre o mesmo assunto.
- Pourridié et Phylloxéra. Etude comparative de ces deux maladies de la vigne, 1882 - Filoxera e podridão. Estudo comparativo dessas duas doenças da videira.
- Histoire des principales variétés et espèces de vignes d'origine américaine qui résistent au phylloxera, (1885) - História das principais variedades e espécies de uvas americanas que são resistentes à filoxera.